# Pont mégalithique (Lablachère)

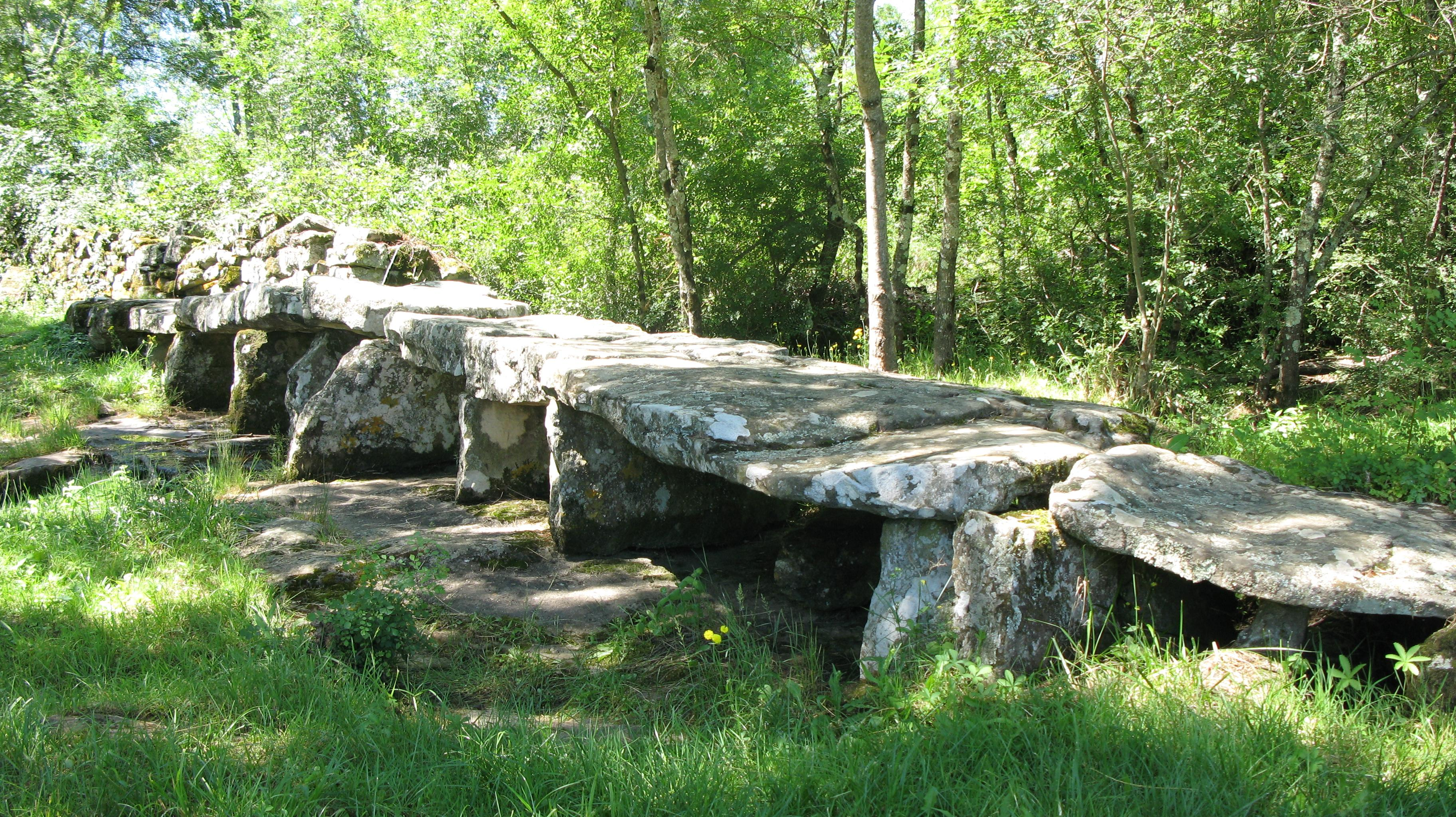
Pont mégalithique von Lablachère

Der Pont mégalithique ist eine flache Steinplattenbrücke unbekannter Zeitstellung über den Masseloup, einen Zufluss des Sébézol bei der Ortschaft Lablachère im Département Ardèche im Süden Frankreichs. 
Die Brücke wird vor allem in Zeiten schwerer Regenfälle im Oktober, November und April genutzt, denn sommers wie winters kann der Bach in der Regel durchwatet werden. Die Sandsteinblöcke wurden in der unmittelbaren Umgebung gebrochen. Die vertikalen monolithischen Platten sind mit horizontalen Platten aus dem gleichen Material verbunden.
Der nutzbare Durchgang in der Mitte liegt mit 1,80 m etwa 1,0 m über dem erhöhten Wasserspiegel, aber aufgrund des seitlich ansteigenden Geländes ist dort die nutzbare Höhe wesentlich geringer.